# Блюм, Изабелла
Изабелла Блюм (урождённая Грегуар; 1892—1975) — бельгийский общественный деятель, депутат парламента, Президент ВСМ (1965—1969). Лауреат Международной Сталинской премии мира.

## Биография
Родилась 22 апреля 1892 года в городе Бунаги (Бельгия). Её отец был пастором, и сама Изабелла тоже изучала теологию. По профессии преподаватель истории и литературы.
Была известна как антифашистка и феминистка. В 1918—1951 годах член Бельгийской рабочей партии и её преемницы, Бельгийской социалистической партии, откуда исключена за участие во 2-м Всемирном конгрессе сторонников мира. В 1936 году избрана в парламент от Брюсселя.
Член Исполкома Бельгийского союза в защиту мира. Член ВСМ с 1951 года, в 1965—1969 годах его президент-координатор. Поначалу оставалась беспартийным членом парламента, пока в 1961 году не вступила в Коммунистическую партию Бельгии (вошла в её ЦК в 1966 году). Умерла 12 марта 1975 года.